# Elezioni suppletive per la Camera dei rappresentanti degli Stati Uniti d'America del 1799
Nel corso del 1799 si tennero elezioni suppletive per la Camera dei rappresentanti per eleggere deputati della Camera nei distretti rimasti vacanti. 

## Risultati

### Distretto congressuale at-large del New Hampshire
Le elezioni politiche suppletive nel distretto congressuale at-large del New Hampshire si sono tenute il 18 novembre, in seguito alle dimissioni di Peleg Sprague.
| Partito                            | Partito                                  | Candidato                          | Risultati 18 novembre | Risultati 18 novembre |
| Partito                            | Partito                                  | Candidato                          | Voti                  | %                     |
| ---------------------------------- | ---------------------------------------- | ---------------------------------- | --------------------- | --------------------- |
|                                    | Federalista                              | James Sheafe                       | 3 605                 | 78,97                 |
|                                    | Democratico-Repubblicano                 | Woodbury Langdon                   | 723                   | 15,84                 |
|                                    | Federalista                              | Jeremiah Mason                     | 132                   | 2,89                  |
|                                    | Federalista                              | John Prentice                      | 105                   | 2,30                  |
|                                    |                                          |                                    |                       |                       |
| Iscritti                           | Iscritti                                 | Iscritti                           | 5 205                 | 100,00                |
| ↳ Votanti (% su iscritti)          | ↳ Votanti (% su iscritti)                | ↳ Votanti (% su iscritti)          | 5 205                 | 100,00                |
| ↳ Voti validi (% su votanti)       | ↳ Voti validi (% su votanti)             | ↳ Voti validi (% su votanti)       | 4 565                 | 87,70                 |
| ↳ Schede non valide (% su votanti) | ↳ Schede non valide (% su votanti)       | ↳ Schede non valide (% su votanti) | 640                   | 12,30                 |
| ↳ Astenuti (% su iscritti)         | ↳ Astenuti (% su iscritti)               | ↳ Astenuti (% su iscritti)         | 0                     | 0,00                  |
|                                    |                                          |                                    |                       |                       |
|                                    | Esito: collegio confermato a Federalista |                                    |                       |                       |

### 10º distretto congressuale di New York
Le elezioni suppletive nel 10º distretto congressuale di New York si sono tenute il 27 dicembre, in seguito alla morte di Jonathan N. Havens.
| Partito                            | Partito                                               | Candidato                          | Risultati 27 dicembre | Risultati 27 dicembre |
| Partito                            | Partito                                               | Candidato                          | Voti                  | %                     |
| ---------------------------------- | ----------------------------------------------------- | ---------------------------------- | --------------------- | --------------------- |
|                                    | Democratico-Repubblicano                              | John Smith                         | 1 599                 | 56,20                 |
|                                    | Federalista                                           | Silas Wood                         | 1 098                 | 38,59                 |
|                                    | Federalista                                           | Gazen Ryers                        | 148                   | 5,20                  |
|                                    |                                                       |                                    |                       |                       |
| Iscritti                           | Iscritti                                              | Iscritti                           | 2 845                 | 100,00                |
| ↳ Votanti (% su iscritti)          | ↳ Votanti (% su iscritti)                             | ↳ Votanti (% su iscritti)          | 2 845                 | 100,00                |
| ↳ Voti validi (% su votanti)       | ↳ Voti validi (% su votanti)                          | ↳ Voti validi (% su votanti)       | 2 845                 | 100,00                |
| ↳ Schede non valide (% su votanti) | ↳ Schede non valide (% su votanti)                    | ↳ Schede non valide (% su votanti) | 0                     | 0,00                  |
| ↳ Astenuti (% su iscritti)         | ↳ Astenuti (% su iscritti)                            | ↳ Astenuti (% su iscritti)         | 0                     | 0,00                  |
|                                    |                                                       |                                    |                       |                       |
|                                    | Esito: collegio confermato a Democratico-Repubblicano |                                    |                       |                       |

## Riepilogo
| Dat         | Stato         | Collegio | Parlamentare uscente | Partito                  | Parlamentare eletto | Partito                  |
| ----------- | ------------- | -------- | -------------------- | ------------------------ | ------------------- | ------------------------ |
| 18 novembre | New Hampshire | at-large | Peleg Sprague        | Federalista              | James Sheafe        | Federalista              |
| 27 dicembre | New York      | 10°      | Jonathan N. Havens   | Democratico-Repubblicano | John Smith          | Democratico-Repubblicano |